# Anna Maria Praschl
Anna Maria Praschl (* 24. Oktober 1920 in Rejštejn, Tschechoslowakei; † 10. Februar 2014 in Linz) war eine österreichische ÖGB-Gewerkschaftsfunktionärin und Politikerin (SPÖ). Sie war von 1970 bis 1985 Abgeordnete zum Oberösterreichischen Landtag.

## Leben
Anna Maria Praschl besuchte die Volksschule in Rabus bei Kaplitz und das Realgymnasium in Budweis. Von 1941 bis 1943 absolvierte sie die Büchereischule in Leipzig. Anschließend war sie bis 1944 an der Städtischen Bücherei in Graz beschäftigt, danach bis 1945 an der Stadtbücherei Krems. Praschl wechselte zur Arbeiterkammer Linz, wo sie die sozialwissenschaftliche Bibliothek aufbaute. Seit 1947 war sie Mitglied des Frauenausschusses der ÖGB-Landesexekutive; 1969 wurde sie Vorsitzende des Ausschusses; zudem war sie im Bildungsausschuss tätig. 1981 ging sie in Pension.

## Politik
Praschl trat 1946 der SPÖ bei und wurde Mitglied des Bezirksfrauenkomitees von Linz-Land sowie des Landesfrauenkomitees; ab 1970 war sie im Präsidium beider Organisationen. 1977 wurde sie in den Landesvorstand der SPÖ berufen. Von 1970 bis 1985 gehörte sie dem Oberösterreichischen Landtag an, wo sie sich vor allem mit sozialen und kulturellen Themen beschäftigte.

## Auszeichnungen
- 1987: Goldenes Ehrenzeichen des Landes Oberösterreich